# La Toma, Tezonapa
La Toma är en ort i Mexiko.   Den ligger i kommunen Tezonapa och delstaten Veracruz, i den sydöstra delen av landet, 260 km öster om huvudstaden Mexico City. La Toma ligger 841 meter över havet och antalet invånare är 212.
Terrängen runt La Toma är varierad. Runt La Toma är det ganska tätbefolkat, med 100 invånare per kvadratkilometer. Närmaste större samhälle är Cuitláhuac, 16,9 km nordost om La Toma. I omgivningarna runt La Toma växer i huvudsak städsegrön lövskog.